# Б'юрін
Б'юрін (англ. Burin) — містечко в Канаді, у провінції Ньюфаундленд і Лабрадор.

## Населення
За даними перепису 2016 року, містечко нараховувало 2315 осіб, показавши скорочення на 4,5%, порівняно з 2011-м роком. Середня густина населення становила 67,8 осіб/км².
З офіційних мов обидвома одночасно володіли 50 жителів, тільки англійською — 2 265. Усього 15 осіб вважали рідною мовою не одну з офіційних.
Працездатне населення становило 54% усього населення, рівень безробіття — 22,9% (31,6% серед чоловіків та 13% серед жінок). 94,4% осіб були найманими працівниками, а 4,7% — самозайнятими.
Середній дохід на особу становив $46 374 (медіана $29 205), при цьому для чоловіків — $60 730, а для жінок $32 445 (медіани — $44 971 та $22 771 відповідно).
13,4% мешканців мали закінчену шкільну освіту, не мали закінченої шкільної освіти — 27,7%, 58,7% мали післяшкільну освіту, з яких 14,6% мали диплом бакалавра, або вищий.
| Статево-вікова структура населення | Статево-вікова структура населення | Статево-вікова структура населення | Статево-вікова структура населення | Статево-вікова структура населення |
| ---------------------------------- | ---------------------------------- | ---------------------------------- | ---------------------------------- | ---------------------------------- |
|                                    |                                    |                                    |                                    |                                    |
| Всього                             | Всього                             | 49,7%50,3%                         |                                    |                                    |
| 0 — 14 років                       | 0 — 14 років                       |                                    | 14,5%                              | 14,5%                              |
| 15 — 64 років                      | 15 — 64 років                      |                                    | 66,7%                              | 66,7%                              |
| 65 і більше                        | 65 і більше                        |                                    | 18,8%                              | 18,8%                              |
| 85 і більше                        | 85 і більше                        |                                    | 1,1%                               | 1,1%                               |
| Середній вік (років)               | Середній вік (років)               | 43,745,0                           | 44,4                               | 44,4                               |
| Медіана (років)                    | Медіана (років)                    | 47,648,1                           | 47,9                               | 47,9                               |
| — чоловіки — жінки                 |                                    |                                    |                                    |                                    |

| Походження мешканців:     | Походження мешканців:     | Походження мешканців: | Походження мешканців: | Походження мешканців: |
| ------------------------- | ------------------------- | --------------------- | --------------------- | --------------------- |
| Походження                |                           |                       | осіб                  | %                     |
| Корінні американці        | Корінні американці        |                       | 60                    | 2.63%                 |
| Інше північноамериканське | Інше північноамериканське |                       | 1 475                 | 64.69%                |
| Європейське               | Європейське               |                       | 1 170                 | 51.32%                |
| британське                | британське                |                       | 1 145                 | 50.22%                |
| французьке                | французьке                |                       | 180                   | 7.89%                 |
| Африканське               | Африканське               |                       | 25                    | 1.1%                  |
| Азійське                  | Азійське                  |                       | 15                    | 0.66%                 |

| Зайнятість населення за галузями (за класифікацією NOC): | Зайнятість населення за галузями (за класифікацією NOC): | Зайнятість населення за галузями (за класифікацією NOC): | Зайнятість населення за галузями (за класифікацією NOC): | Зайнятість населення за галузями (за класифікацією NOC): |
| -------------------------------------------------------- | -------------------------------------------------------- | -------------------------------------------------------- | -------------------------------------------------------- | -------------------------------------------------------- |
|                                                          |                                                          |                                                          |                                                          |                                                          |
| Управління                                               | Управління                                               |                                                          | 7,5%                                                     | 7,5%                                                     |
| Бізнес, фінанси та адміністрування                       | Бізнес, фінанси та адміністрування                       |                                                          | 10,8%                                                    | 10,8%                                                    |
| Природничі та прикладні науки                            | Природничі та прикладні науки                            |                                                          | 2,4%                                                     | 2,4%                                                     |
| Охорона здоров'я                                         | Охорона здоров'я                                         |                                                          | 10,4%                                                    | 10,4%                                                    |
| Освіта, правозахист, муніципальні та урядові служби      | Освіта, правозахист, муніципальні та урядові служби      |                                                          | 13,7%                                                    | 13,7%                                                    |
| Мистецтво, культура, відпочинок та спорт                 | Мистецтво, культура, відпочинок та спорт                 |                                                          | 0,9%                                                     | 0,9%                                                     |
| Роздрібна торгівля та послуги                            | Роздрібна торгівля та послуги                            |                                                          | 18,9%                                                    | 18,9%                                                    |
| Гуртова торгівля, транспорт та обладнання                | Гуртова торгівля, транспорт та обладнання                |                                                          | 29,7%                                                    | 29,7%                                                    |
| Природні ресурси, сільське господарство                  | Природні ресурси, сільське господарство                  |                                                          | 5,2%                                                     | 5,2%                                                     |
| Виробництво                                              | Виробництво                                              |                                                          | 0,9%                                                     | 0,9%                                                     |

## Клімат
Середня річна температура становить 5,4°C, середня максимальна – 18,8°C, а середня мінімальна – -8,2°C. Середня річна кількість опадів – 1 446 мм.
| Клімат поселення                              | Клімат поселення | Клімат поселення | Клімат поселення | Клімат поселення | Клімат поселення | Клімат поселення | Клімат поселення | Клімат поселення | Клімат поселення | Клімат поселення | Клімат поселення | Клімат поселення | Клімат поселення |
| Показник                                      | Січ.             | Лют.             | Бер.             | Квіт.            | Трав.            | Черв.            | Лип.             | Серп.            | Вер.             | Жовт.            | Лист.            | Груд.            |                  |
| Середній максимум, °C                         | 0,26             | −0,44            | 2,01             | 6,35             | 10,58            | 15,09            | 17,90            | 18,78            | 15,83            | 11,05            | 6,68             | 2,42             |                  |
| Середня температура, °C                       | −3,64            | −4,33            | −1,88            | 2,48             | 6,69             | 11,21            | 14,87            | 15,74            | 12,80            | 8,03             | 3,66             | −0,61            |                  |
| Середній мінімум, °C                          | −7,53            | −8,23            | −5,76            | −1,41            | 2,80             | 7,32             | 11,84            | 12,73            | 9,78             | 5,01             | 0,64             | −3,63            |                  |
| Норма опадів, мм                              | 125              | 119              | 110              | 113              | 115              | 110              | 101              | 96               | 148              | 147              | 136              | 126              |                  |
| Середньомісячна швидкість вітру, м/с          | 8.91             | 8.19             | 7.61             | 6.66             | 5.68             | 5.16             | 4.90             | 5.10             | 5.88             | 6.88             | 7.88             | 8.56             |                  |
| Середньомісячна сонячна радіація, кДж/м²·день | 3949             | 6713             | 10880            | 14281            | 17649            | 19277            | 18809            | 16166            | 12329            | 7521             | 4292             | 3121             |                  |
| --------------------------------------------- | ---------------- | ---------------- | ---------------- | ---------------- | ---------------- | ---------------- | ---------------- | ---------------- | ---------------- | ---------------- | ---------------- | ---------------- | ---------------- |
| Джерело:                                      |                  |                  |                  |                  |                  |                  |                  |                  |                  |                  |                  |                  |                  |